# Montfaucon-en-Velay
Montfaucon-en-Velay ist eine französische Gemeinde mit 1.136 Einwohnern (Stand: 1. Januar 2022) im Département Haute-Loire in der Region Auvergne-Rhône-Alpes. Sie gehört zum Arrondissement Yssingeaux und ist Verwaltungssitz des Gemeindeverbands Haut Pays du Velay Communauté. Die Einwohner werden Montfauconnais und Montfauconnaises genannt.
Die Gemeinde erhielt 2023 die Auszeichnung „Eine Blume“, die vom Conseil national des villes et villages fleuris (CNVVF) im Rahmen des jährlichen Wettbewerbs der blumengeschmückten Städte und Dörfer verliehen wird.
Der Fernwanderweg GR 65 von Genf nach Roncesvalles durchquert das Gemeindegebiet. Er folgt der Via Podiensis, einem der vier Jakobswege in Frankreich.

## Geografie

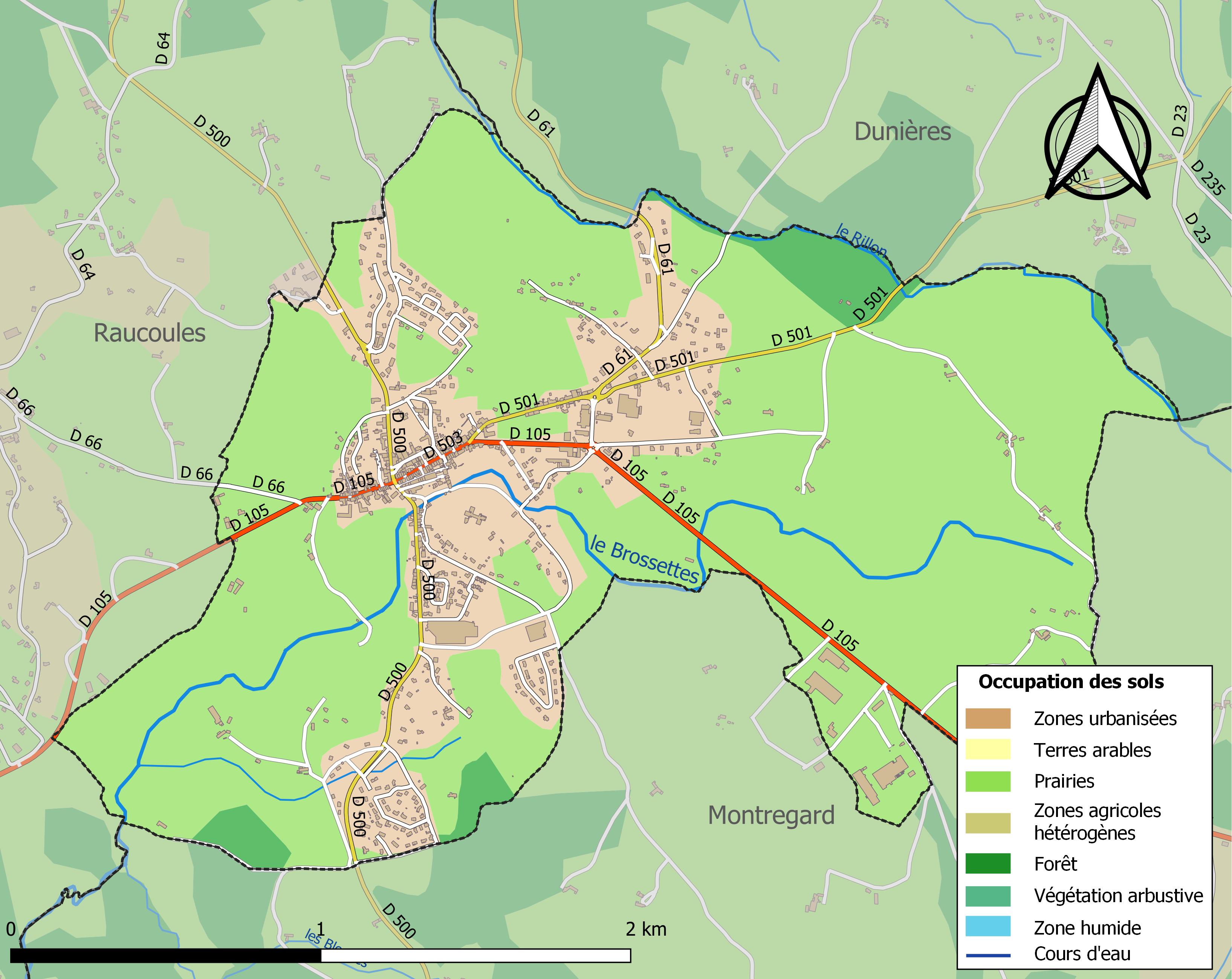
Bodennutzung, Hydrografie und Infrastruktur der Gemeinde (2018)

Montfaucon-en-Velay liegt in der Région naturelle Velay, einer Landschaft im Südosten der Auvergne im Zentralmassiv, etwa 116 Kilometer südöstlich von Clermont-Ferrand und etwa 29 Kilometer südsüdwestlich von Saint-Étienne. Die Gemeinde befindet sich im Einzugsgebiet der Loire. Der Broussettes, ein Nebenfluss des Lignon du Velay, entspringt im Osten des Gemeindegebiets und durchströmt es von Ost nach West. Das Flüsschen Rillion markiert die nördliche Gemeindegrenze.
Fast drei Viertel der Fläche der Gemeinde werden ausschließlich als Weideland landwirtschaftlich genutzt, etwa 21 % sind bebaute Zonen, etwa 4 % sind bewaldet.
Montfaucon-en-Velay wird umgeben von den Nachbargemeinden Dunières im Norden und Osten, Montregard im Süden und Osten sowie Raucoules im Westen.

## Geschichte
Am 9. Oktober 1293 trat Armand de Retourtour, Seigneur von Montfaucon, per Paragiumurkunde die Hälfte seiner Herrschaft an König Philipp IV. ab. Der König richtete dort dann einen der beiden Sitze der königlichen Bailliage Velay ein. Montfaucon wurde dann nach Puy der stärkste Ort der Provinz und einer der acht Hauptorte des Velay.
Diese Situation ermöglichte es den Einwohnern, ihre Stadt abzuschotten und eine eigene Verwaltung zu erhalten. Die Gerichtsbarkeit von Montfaucon war sehr umfangreich: von Serrières im Rhonetal bis nach Saint-Bonnet-le-Château an der Loire, weshalb der Amtmann von Montfaucon den Titel „Amtmann von Velay und Viennois“ trug. Während des Hundertjährigen Krieges wurde Montfaucon von seinen Feinden niedergebrannt, was zur Zerstörung seiner Archive führte. Montfaucon ist daher seit dem 13. Jahrhundert eine ummauerte Stadt und profitierte von erheblichen Steuerermäßigungen, die es ihr ermöglichten, die Kosten zu tragen, die mit der Organisation zahlreicher Jahrmärkte und der Unterhaltung einer Militärgarnison verbunden waren. Im Laufe des Jahres gab es 13 Messen und einen Wochenmarkt, dessen Tage im Laufe der Jahrhunderte wechselten. Die Existenz der Bailliage und der Doppelherrschaft seit 1293 ist der Ursprung der beiden Gerichtshöfe, nämlich der Bailliage und des gemeinsamen Gerichts der beiden Seigneurs, wobei das erste als Berufungsgericht für das zweite diente. Montfaucon wurde dann von zwei für ein Jahr gewählten Konsuln verwaltet. Alle vier Jahre saßen diese in den einzelnen Ständen von Velay zusammen mit den beiden Konsuln von Monastier und denen von Puy.
Im Mittelalter war Montfaucon eine reiche und durch ihre Umfassungsmauern, Türme und Gräben stark verteidigte Stadt. Ihre Burg könnte eine Garnison von mehr als 500 Mann enthalten. Am 23. März 1434 hielt sich Karl VII., König von Frankreich, in Montfaucon auf und bestätigte die von seinen Vorgängern gewährten Privilegien. Im Jahr 1445 nahm Montfaucon an der Delegation der Provinz Velay bei den Generalstaaten des Languedoc teil, die am 20. August in Montpellier zusammenkamen. Montfaucon erreichte seinen Höhepunkt in der Mitte des 15. Jahrhunderts. Ab 1465 wurde die Fläche der Bailliage durch Ludwig XI. verkleinert.
Im Jahr 1585, am 4. September, überraschten ein protestantischer Anführer namens Gentil und seine Bande die Stadt am Morgen, als sich im Schutz des Nebels die Tore öffneten. Sie betreten die Stadt und blieben dort 24 Stunden. Nachdem sie die Stadt geplündert, die Burg abgerissen und die tapferen verteidigenden Anführer mit dem Schwert hingerichtet hatten, brachten sie die gefangenen Würdenträger nach Saint-Agrève, ihrer Festung. Montfaucon wurde bald wieder von den königlichen Truppen unter dem Kommando von Baron de la Brosse besetzt. Einige Monate später wurde sie von der Einschüchterung des Herzogs von Nemours hingerissen. Erst im März 1594 stellte sich Montfaucon unter dem siegreichen Banner von Heinrich IV.
Im Jahr 1627 machte sich eine Gruppe von 5 bis 600 Protestanten unter der Führung des Seigneur von Rohan auf den Weg nach Montfaucon, um es zu belagern. Der Legende nach wurden sie von einer alten Frau getäuscht, die ihre Schafe hütete, als dichter Nebel auf sie herabströmte. Der Anführer der Bande fragt ihn, ob Montfaucon noch weit weg sei. Als die Hirtin von einem Stück Land namens Saône sprach, ließ sie sie glauben, es sei der Fluss. Verunsichert stoppte der Anführer seine Truppe, um herauszufinden, welche Entscheidung er treffen sollte. Während dieser Zeit warnte unsere tapfere Frau die Bevölkerung von Montfaucon, die die Stadttore schloss. Die Männer bewaffneten sich und warteten auf die Belagerer. Als sie unter den Stadtmauern auftauchten, wurden sie heftig zurückgeschlagen und mussten aufgrund eines heftigen Sturms umkehren.

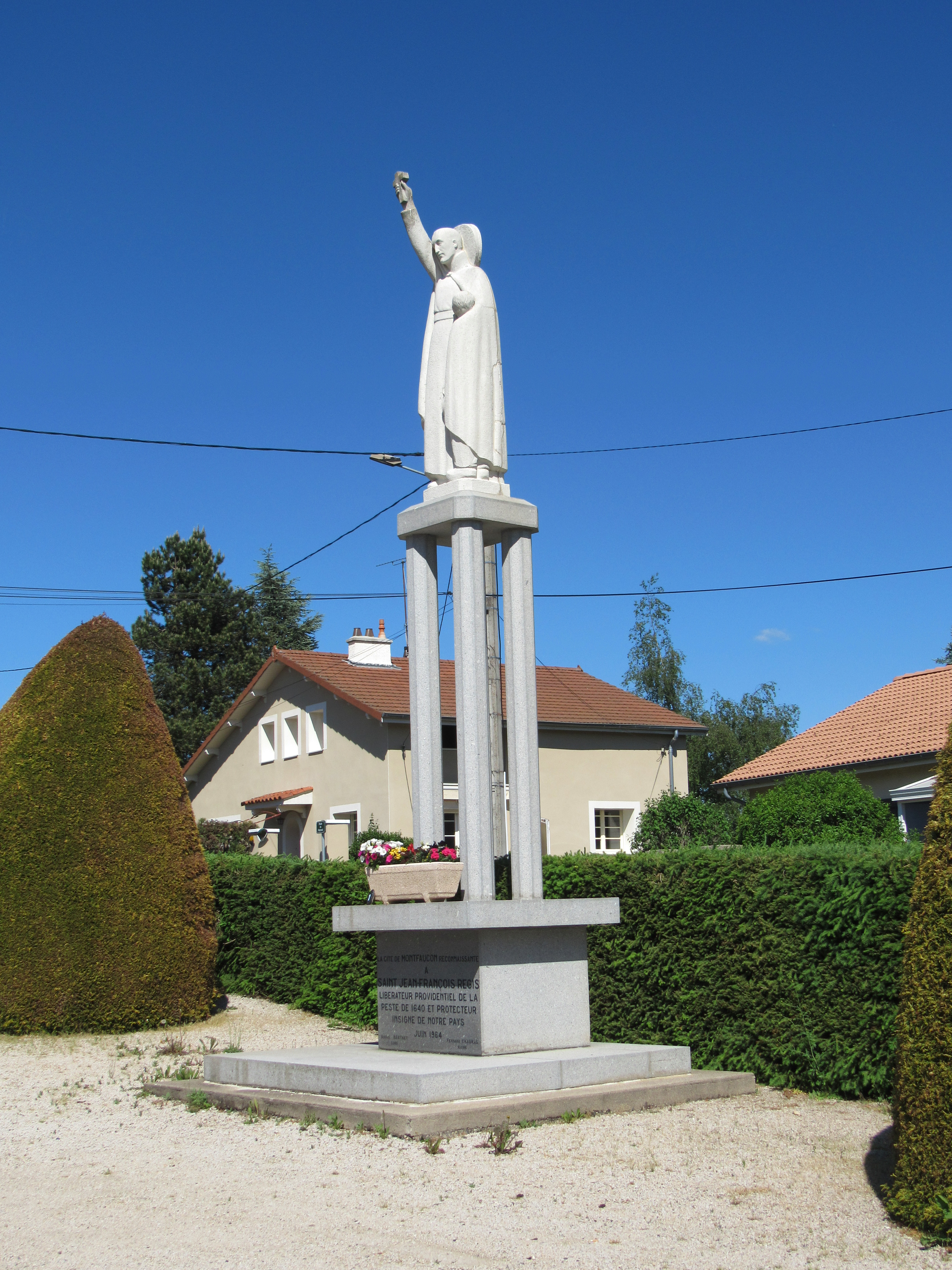
Statue des Jean François Régis in Montfaucon

Im Herbst 1640 eröffnete Jean François Régis eine Mission in Montfaucon, doch die Pest brach aus, die örtlichen Behörden fürchteten um das Leben des Heiligen und zwangen ihn dann, den Ort angesichts der zahlreichen Todesfälle, die zur Schaffung eines eigens eingerichteten Friedhofs am Rande der Vororte der Stadt führten, zu verlassen. Angesichts des Drängens der Behörden beschloss Régis, die Stadt zu verlassen. Er nahm die Straße nach Montregard, als er am Ortsausgang von Montfaucon ankam und die Stadt segnete. Regis trennte sich von seinen Gefährten, segnete sie und sagte ihnen, sie sollten beruhigt sein, dass die Geißel von diesem Moment an nachlassen würde, was schnell geschah.
Im Jahr 1696 verlor Montfaucon seine Bailliage.

## Bevölkerungsentwicklung
| Jahr                       | 1962 | 1968 | 1975 | 1982 | 1990 | 1999 | 2006 | 2013 | 2020 |
| -------------------------- | ---- | ---- | ---- | ---- | ---- | ---- | ---- | ---- | ---- |
| Einwohner                  | 1131 | 1206 | 1346 | 1352 | 1381 | 1207 | 1142 | 1265 | 1152 |
| Quellen: Cassini und INSEE |      |      |      |      |      |      |      |      |      |

## Sehenswürdigkeiten
- Die Kirche Saint-Pierre wurde 1817 im neoromanischen Stil auf den Fundamenten eines älteren Kirchenbaus errichtet.[5]
- Die Kapelle Notre-Dame entstand zum Ende des 16. Jahrhunderts. Ihr Bau geht auf ein Gelübde zurück, das während der Einnahme von Montfaucon durch die Calvinisten im Jahr 1585 ausgesprochen wurde. Im Inneren sind unter anderem zwölf Gemälde des flämischen Künstlers Abel Grimer (1570–1619) zu sehen, die zwölf Monate darstellen.[6]

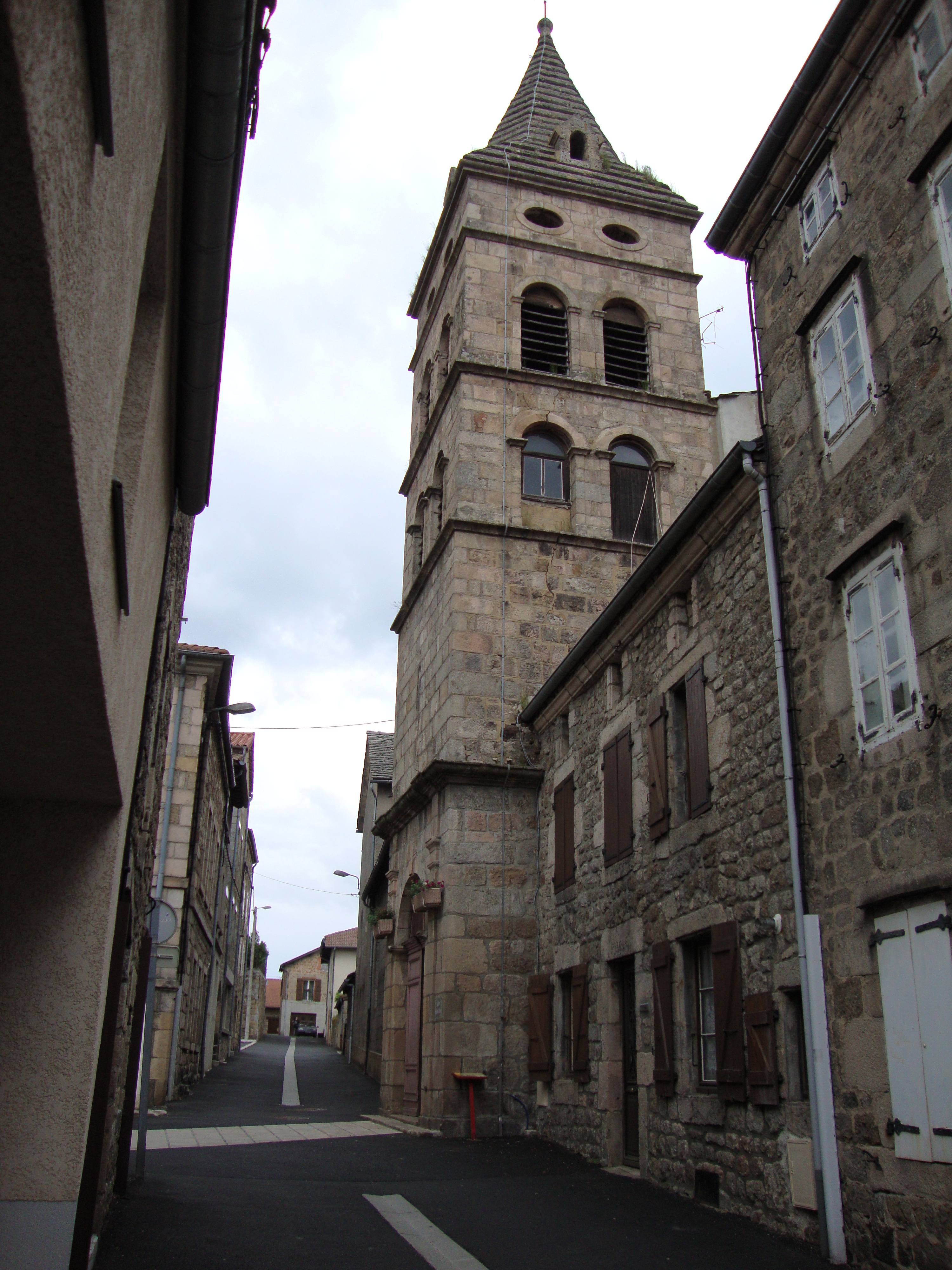
Kirche Saint-Pierre
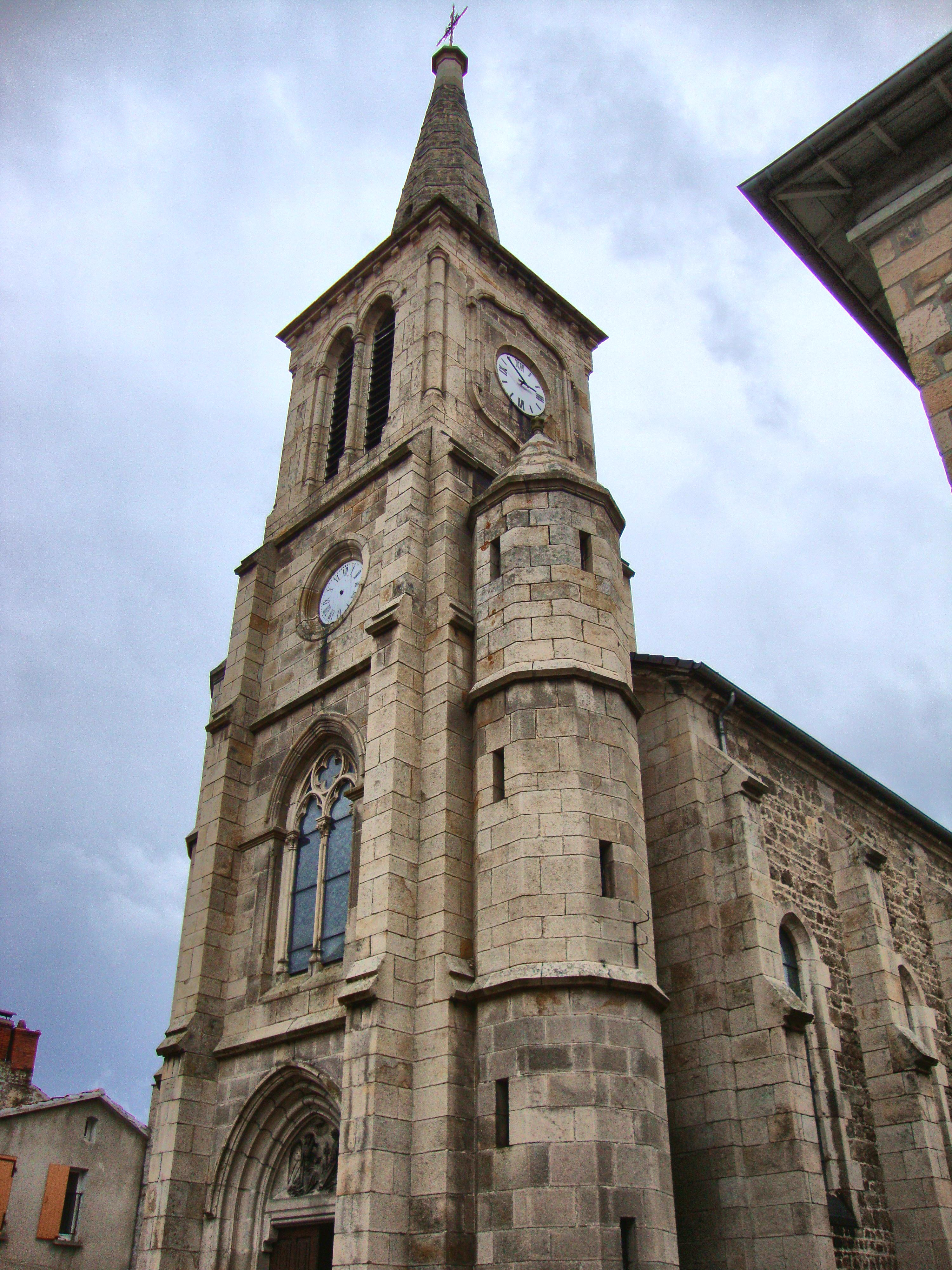
Kapelle Notre-Dame

## Verkehr
Montfaucon-en-Velay wird von mehreren Verkehrsachsen durchquert: von der Departementsstraße D 105, der ehemaligen Route nationale 105, von Yssingeaux im Westen nach Davézieux im Osten, der Departementsstraße D 500, der ehemaligen Route nationale 500, von Firminy im Norden nach Châteauneuf-de-Randon im Süden und von der Departementsstraße D 501, der ehemaligen Route nationale 501, nach Planfoy im Nordosten.
Zwei Buslinien der regionalen Transportgesellschaft verbinden die Gemeinde mit Saint-Étienne, Saint-Agrève, Riotord und Yssingeaux.

## Persönlichkeiten
- Willy Sagnol (* 1977), französischer Fußballspieler, spielte u. a. beim FC Bayern München, begann seine Karriere beim lokalen Fußballverein AS Montfaucon